# Коефіцієнт готовності
Коефіціє́нт гото́вності (англ. coefficient of readiness) — імовірність того, що об'єкт виявиться працездатним у довільний момент часу, крім запланованих періодів, протягом яких використання об'єкта за призначенням не передбачено.

## Основні поняття
Коефіцієнт готовності — це коефіцієнт, що визначається як відношення часу справної роботи до суми часів справної роботи і вимушених простоїв об'єкта, взятих за один і той же календарний термін.
{\displaystyle K_{g}={\frac {t_{w}}{t_{w}+t_{p}}},}
де {\displaystyle t_{w}} — сумарний час справної роботи об'єкту; {\displaystyle t_{p}} — сумарний час вимушених простоїв.
Для переходу до імовірнісного трактування величини {\displaystyle t_{w}} и {\displaystyle t_{p}} замінюються математичними сподіваннями часу між сусідніми відмовами і часу відновлення відповідно
{\displaystyle K_{g}={\frac {t_{cp}}{t_{cp}+t_{B}}},}
де {\displaystyle t_{cp}} — середній наробіток до відмови; {\displaystyle t_{B}} — середній час відновлення.

## Похідні поняття[1]
Стаціонарний коефіцієнт готовності — значення коефіцієнта готовності, визначене для умов роботи об'єкта, коли середній параметр потоку відмов і середня тривалість відновлення залишаються сталими.
Середній коефіцієнт готовності — середнє значення нестаціонарного коефіцієнта готовності у заданому інтервалі часу.